# NapsaQ
NapsaQ 是於2006年結成的日本音樂組合。

## 概要
在實況錄音兼交流後與、伊藤多賀之結成。後來在樂團的官方網頁中以招募的方式選出樂曲，成為在2006年12月20日推出了第一隻大碟。
在原創樂曲中，現在是以下川作詞、作曲的體制。不過在現時為止暫未推出單曲。

## 成員
詳細的有關資料參考各内部鏈結。
負責主音、作詞。
作曲、鍵盤樂器、鋼琴等，發揮多方面的能力。另外亦有結他。
伊藤多賀之
負責結他。被成員異口同聲說他的「構思很厲害」。

## 外部連結
- （日語）
- （日語）
- （日語）
- （日語）